# Постоянный представитель Великобритании при ООН
Постоянный представитель Великобритании при ООН — официальное должностное лицо, представляющее Великобританию во всех органах Организации Объединённых Наций. Должность эквивалентна рангу посла и даёт титул превосходительство.
С августа 2020 должность постоянного представителя Великобритании в ООН занимает Барбара Вудворд.

## Постоянные представители Великобритании при ООН
- 1946—1950 Александр Кадоган;
- 1950—1954 Глэдвин Джебб;
- 1954—1960 Пирсон Диксон;
- 1960—1964 Патрик Дин;
- 1964—1970 Хью Фут;
- 1970—1973 Колин Кроу;
- 1973—1974 Дональд Мейтленд;
- 1974—1979 Айвор Ричард;
- 1979—1982 Энтони Парсонс;
- 1990—1995 Дэвид Хэнни;
- 2003—2007 Эмир Джонс Пэрри;
- 2007—2009 Джон Сойерс;
- 2009—2015 Марк Лайл Грант;
- 2015—2018 Мэтью Райкрофт;
- 2018—2020 Карен Пирс;
- 2020— н. в. Барбара Вудворд.

## Заместители
- 1961—1963 Колин Кроу;
- 1994—1998 Стивен Гоумерсолл.